# Mercedes-Benz SK
Die Schwere Klasse (SK) war eine Lkw-Baureihe des Herstellers Daimler-Benz, die am 4. Juli 1988 in Singen am Bodensee der Fachpresse vorgestellt wurde. Die Typenpalette der SK-Lkw umfasste Sattelzugmaschinen, Pritschenwagen und Baustellenfahrzeuge in der Gewichtsklasse ab 17 Tonnen zulässigem Gesamtgewicht. Die Fahrzeuge der Schweren Klasse wurden bis September 1996 produziert und dann vom Actros abgelöst, einzelne Typen wurden noch bis 1998 parallel angeboten.

## Erste Serie

### Allgemeines

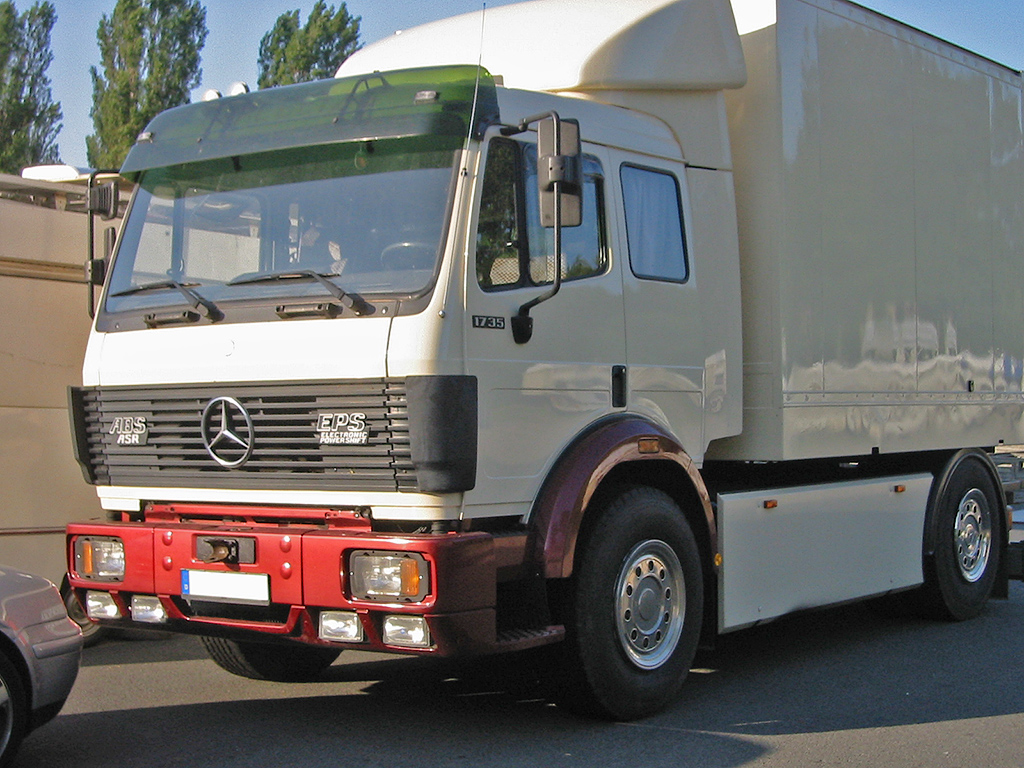
SK der 1. Serie, 1989–1994

Die Schwere Klasse entstand aus einer Überarbeitung der Neuen Generation „NG“. Das Fahrerhaus unterschied sich vom NG nur unwesentlich: Kühlergrill und Windleitbleche wurden optisch miteinander verbunden und die Unterkanten der Fensterrahmen in den Türen fielen nach vorne hin ab. Dieses Merkmal war bereits 1977 beim T 1 und 1984 bei den LK-Typen eingeführt worden, die in Analogie nun als „Leichte Klasse“ bezeichnet wurde und zuvor intern LN2 hieß. Die SK-Reihe wurde zum Truck of the Year 1990 gekürt.
Ab Werk waren die Fahrerhausvarianten Großraum (G), Lang (L) , Mittellang (M) und Kurz (S) sowie auch ein kurzes Fahrerhaus mit Top-Sleeper lieferbar. Das integrale Antriebssystem wurde weiter ausgebaut, das bedeutet, dass alle Komponenten vom Motor über Getriebe bis zu Hinterachse Mercedes-Benz-Teile sind. Das Getriebe G4 wurden neu entwickelt und bietet 9 oder 16 Gänge mit einem leichten Alu-Gehäuse. Serienmäßig wird die elektro-pneumatische Schalthilfe (EPS) eingesetzt und eine Zentralschmieranlage verbaut. Bei den Saugmotoren wurde die Bohrung von 128 auf 130 mm vergrößert. Im Typenschild sind die Motorleistungen noch nach dem alten DIN-Messverfahren, also mit Lüfter, angegeben.
Die SK-Reihe wurde als Baumuster 655 (2-achsig, 17 t zGG) und Baumuster 657/658 (3-achsig, 24 t zGG), für den Export als Baumuster 656 (2-achsig, 19 t zGG) und Baumuster 659 (3-achsig, 26 t zGG) sowie für Betonmischer und Kipper als Baumuster 625 (4-achsig, 32 bzw. 35 t zGG) angeboten.
Anfangs standen unterschiedliche Versionen des V8-Motors OM 442 mit 213  (290), 260 (354) und 353 kW (480 PS) sowie der neuentwickelte ladeluftgekühlte V6-Turbomotor OM 441 LA mit 243 kW (330 PS) zur Verfügung, der nur knapp 1 m lang und gerade mal 720 kg schwer war. Aufgrund einer Gesetzesänderung wurden ab dem Jahreswechsel 1990/1991 die Baumuster 655 bis 658 in Kombination mit geänderten Motoren mit 279 (380) und 368 kW (500 PS) mit einer Tonne mehr zulässigem Gesamtgewicht angeboten. Im Laufe des Jahres 1991 folgten angepasste Motoren auch mit 228 (310) und 324 kW (440 PS). Export-Modelle waren auch mit Motoren der Mittelschweren Klasse erhältlich.
Seit 1990 bot Mercedes-Benz eine verbesserte Motorbremse „Konstantdrossel“ an. Damit konnte aus hubraumschwachen Motoren ein verbessertes Bremsmoment entlockt werden. Durch ein zusätzliches, durch Druckluft angesteuertes Ventil im Zylinderkopf wird verhindert, dass durch komprimierte Luft der Kolben in seiner Bewegung nach unten unterstützt wird. Der Auslass dieses Ventils mündet in den Krümmer, wohin die komprimierte Luft entweichen kann. Dadurch reduziert sich auch die Belastung der Ventile und das Motorbremsgeräusch. Die LEV-Motoren erfüllten fortan die Euro-1-Abgasnorm. Ab 1990 wurden Leistungsangaben nach ISO-Richtlinie mit „lose mitlaufendem Viskolüfter“ gemacht. Damit erhöhten sich formal die Leistungsangaben geringfügig.

### Baumuster
| Baumuster | Typ                                                          |
| --------- | ------------------------------------------------------------ |
| 655       | 1729, 1733, 1735, 1748, 1824, 1827, 1831, 1838, 1844, 1850   |
| 656       | 1922, 1929, 1935, 1948, 2024, 2027, 2031, 2038, 2044, 2050   |
| 657/658   | 2429, 2433, 2435, 2448, 2531, 2538, 2544, 2550               |
| 659       | 2629, 2631, 2635, 2638, 2644, 2648, 2650                     |
| 625       | 3229, 3235, 3238, 3535, 3538, 3544 S, 3548 S, 3550 S, 4050 A |

### Motoren
| Motor     | Zylinder | Hubraum    | Leistung (DIN)  | Leistung (ISO)                  | Bauzeit   | Typ                                                           |
| --------- | -------- | ---------- | --------------- | ------------------------------- | --------- | ------------------------------------------------------------- |
| OM 401 LA | V6       | 9.572 cm³  |                 | 313 PS (230 kW)                 | 1991–1994 | 1831, 2031, 2531                                              |
| OM 402 LA | V8       | 12.763 cm³ |                 | 381 PS (280 kW)                 | 1991–1994 | 1838, 2038, 2538, 2638, 3238, 3538                            |
| OM 423 LA | V10      | 18.270 cm³ | 500 PS (368 kW) |                                 | 1988–1994 | 4050 A                                                        |
| OM 441 LA | V6       | 10.964 cm³ | 330 PS (243 kW) | 339 PS (249 kW)                 | 1988–1992 | 1733, 2433                                                    |
| OM 442    | V8       | 15.078 cm³ | 290 PS (213 kW) | 296 PS (218 kW)                 | 1988–1994 | 1729, 1929, 2429, 2629, 3229                                  |
| OM 442 A  | V8       | 14.618 cm³ | 354 PS (260 kW) | 366 PS (269 kW)                 | 1988–1994 | 1735, 1935, 2435, 2635, 3235, 3535                            |
| OM 442 LA | V8       | 14.618 cm³ | 480 PS (353 kW) | 492 PS (362 kW)                 | 1988–1992 | 1748, 1948, 2448, 2648, 3548 S                                |
| OM 442 LA | V8       | 14.618 cm³ |                 | 435 PS (320 kW) 503 PS (370 kW) | 1991–1994 | 1844, 2044, 2544, 2644, 3544 S 1850, 2050, 2550, 2650, 3550 S |

## Zweite Serie

### Allgemeines

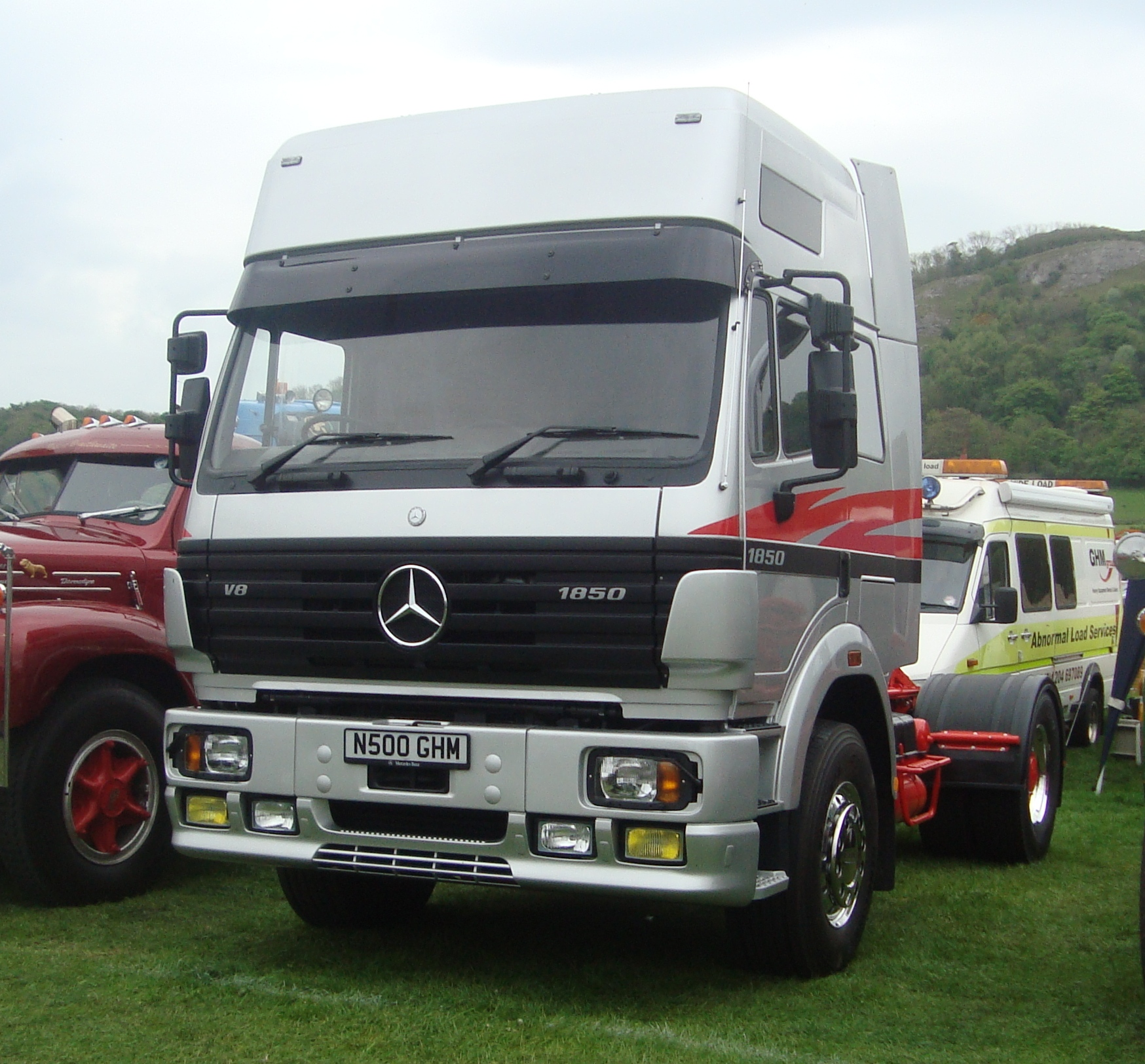
2. Serie: „SK Deflektor“, mit den markanten Windabweisern, 1994–1998

1994 erhielten die SK-Modelle, die abgesehen von den Motoren größtenteils noch immer auf der NG-Konstruktion von 1973 beruhten, eine Modellpflege, die sich durch die leicht modifizierte Frontgestaltung auszeichnet. Das Fahrerhaus wurde wegen der optisch sehr dominanten seitlichen Windabweiser auch als „Deflektor-Fahrerhaus“ bezeichnet. Die gravierendste der vielen Änderungen am SK war die 1994 vollbrachte Umstellung auf Euro 2: Turboaufladung, Ladeluftkühlung, elektronisches Motorenmanagement wurden notwendig. Die Einspritzung erfolgte nun über eine Hubschieberpumpe, die, jetzt elektronisch gesteuert, 1200 bar Druck erzeugt. Die Kraftstoffmenge wird nicht mehr mechanisch gesteuert, sondern über ein elektromagnetisches Stellwerk, das den Förderbeginn dem jeweiligen Lastkollektiv anpasst, und anstelle von 5-Loch-Düsen wurden nun solche mit 6 Löchern verwendet.
Neues Topmodell war der 390 kW (530 PS) starke SK 1853, dessen 14,6-Liter-Motor es auf ein maximales Drehmoment von 2300 Nm brachte, eingeführt. Im September 1996 endete mit Einführung des Actros die Produktion der meisten SK-Typen.

### Baumuster
| Baumuster | Typ                                    |
| --------- | -------------------------------------- |
| 655       | 1831, 1834, 1838, 1844, 1853           |
| 656       | 2031, 2038 AS, 2044, 2053              |
| 657/658   | 2531, 2534, 2538, 2544, 2553           |
| 659       | 2631, 2638, 2644, 2653                 |
| 625       | 3234, 3238, 3534, 3538, 3544 S, 3553 S |

### Motoren
| Motor            | Zylinder | Hubraum    | Leistung                                        | Bauzeit   | Typ                                                                                                 |
| ---------------- | -------- | ---------- | ----------------------------------------------- | --------- | --------------------------------------------------------------------------------------------------- |
| OM 441 LA Euro 2 | V6       | 10.964 cm³ | 313 PS (230 kW) 340 PS (250 kW)                 | 1994–1996 | 1831, 2031, 2531, 2631 1834, 2534, 3234, 3534                                                       |
| OM 442 LA Euro 2 | V8       | 14.618 cm³ | 381 PS (280 kW) 435 PS (320 kW) 530 PS (390 kW) | 1994–1996 | 1838, 2038 AS, 2538, 2638, 3238, 3538 1844, 2044, 2544, 2644, 3544 S 1853, 2053, 2553, 2653, 3553 S |

## Mittlere Klasse (MK)

### Allgemeines
Ein Jahr nach der Umstellung von Neuer Generation (NG) auf Schwere Klasse (SK) erfolgte der gleiche Schritt bei den mittelschweren Lkw, fortan MK (Mittlere Klasse) genannt. Das Fahrerhaus war das gleiche wie beim SK. Die Fahrzeuge der mittelschweren Klasse wurden auch in den verschiedenen Achs- und Antriebskonfigurationen als Zwei- und Dreiachser geliefert. Nachfolger des MK war der Axor

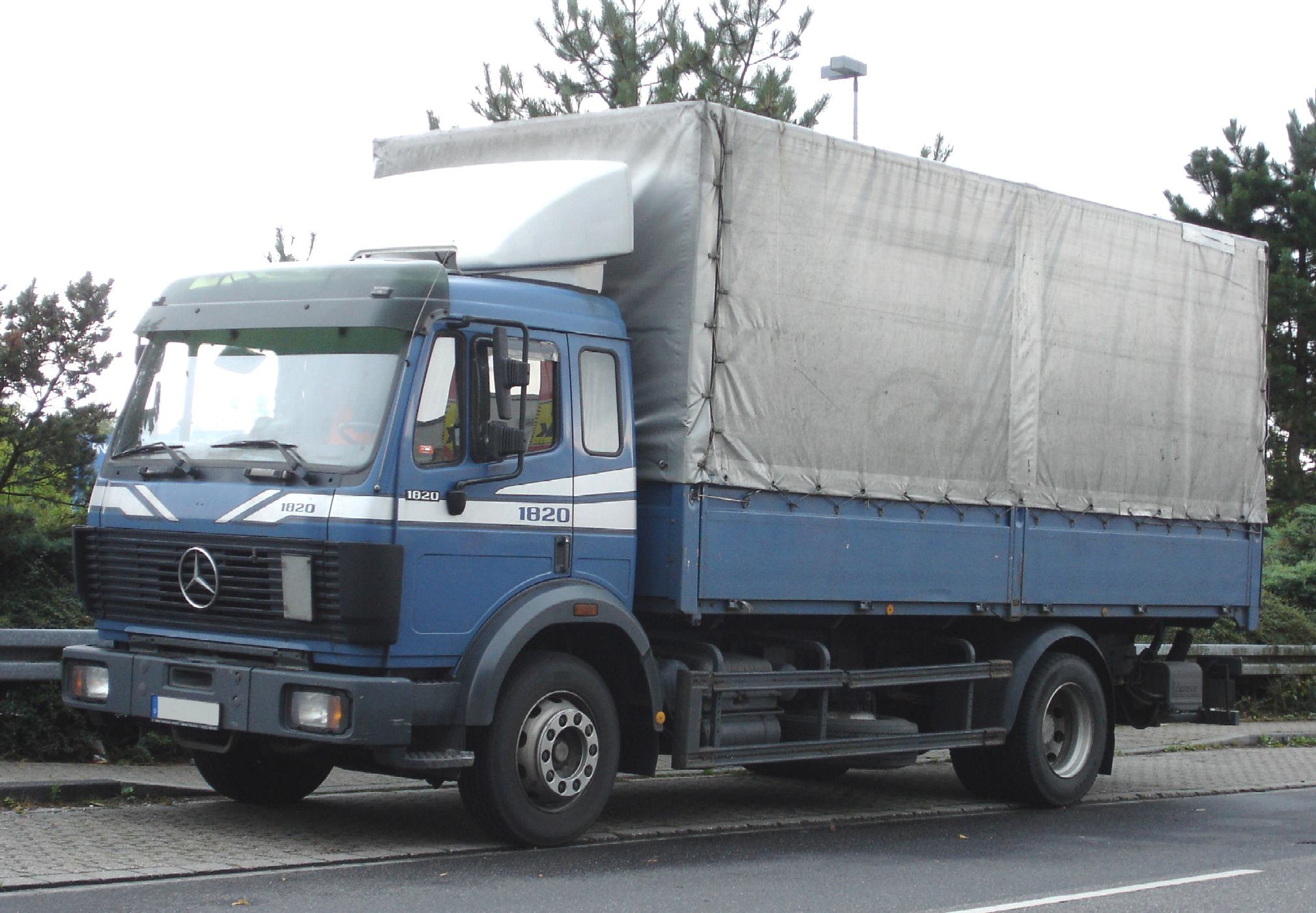
MK 1820 (1990–1994)
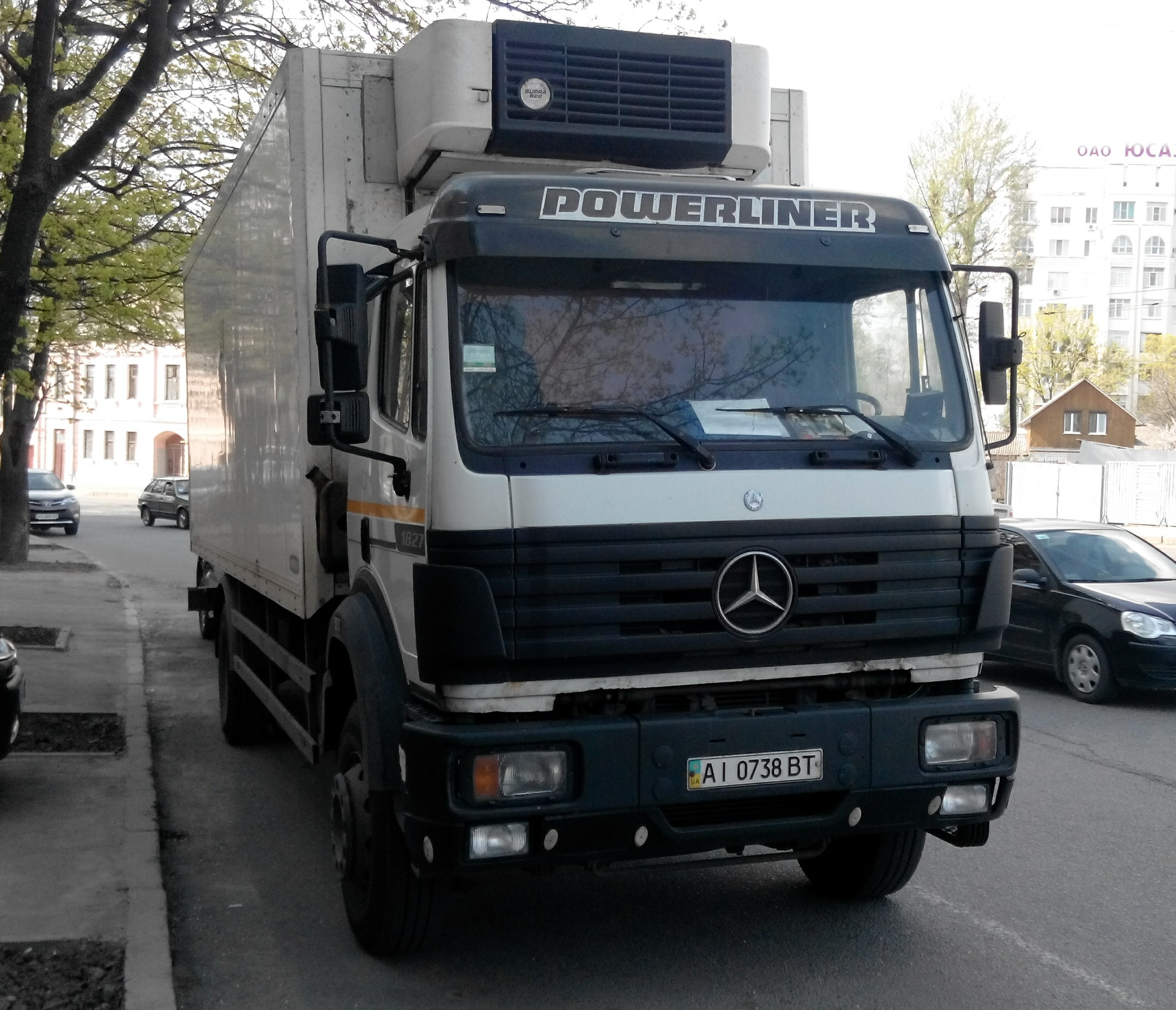
MK 1827 L (1994–1998)
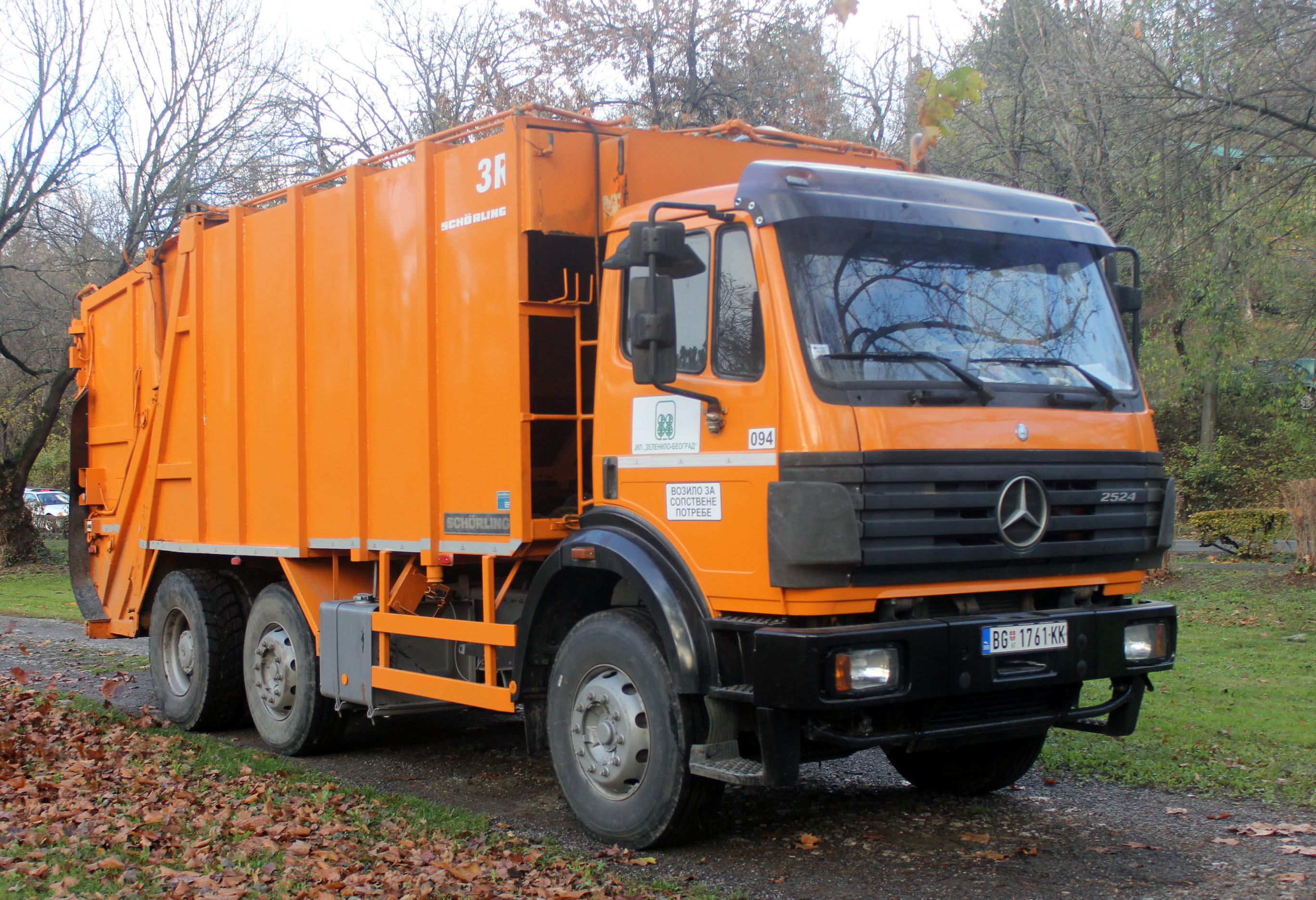
MK 2524 (1994–1998)

### Baumuster
| Baumuster | Typ                                            |
| --------- | ---------------------------------------------- |
| 650       | 1222                                           |
| 651       | 1417, 1420, 1422, 1424, 1426, 1714             |
| 652       | 1717, 1720, 1722, 1726, 1820, 1824, 1827, 1926 |
| 653       | 2420, 2422, 2426, 2427, 2524, 2527             |

### Motoren
| Motor            | Zylinder | Hubraum    | Leistung (DIN)  | Leistung (ISO)                  | Bauzeit   | Typ                                     |
| ---------------- | -------- | ---------- | --------------- | ------------------------------- | --------- | --------------------------------------- |
| OM 366           | R6       | 5.958 cm³  | 136 PS (100 kW) | 136 PS (100 kW)                 | 1989–1994 | 1714                                    |
| OM 366 A         | R6       | 5.958 cm³  | 170 PS (125 kW) | 175 PS (129 kW)                 | 1989–1994 | 1417, 1717                              |
| OM 366 LA        | R6       | 5.958 cm³  | 204 PS (150 kW) | 211 PS (155 kW)                 | 1990–1994 | 1420, 1720, 2420                        |
| OM 366 LA Euro 2 | R6       | 5.958 cm³  |                 | 170 PS (125 kW) 211 PS (155 kW) | 1994–1998 | 1417 1420, 1820                         |
| OM 401 LA        | V6       | 9.572 cm³  |                 | 245 PS (180 kW) 272 PS (200 kW) | 1991–1994 | 1424, 1824, 2024, 2524 1827, 2027, 2527 |
| OM 441           | V6       | 11.309 cm³ | 218 PS (160 kW) | 218 PS (160 kW)                 | 1989–1994 | 1222, 1422, 1722, 1922, 2422            |
| OM 441 LA Euro 2 | V6       | 10.964 cm³ |                 | 245 PS (180 kW) 272 PS (200 kW) | 1994–1998 | 1424, 1824, 2024, 2524 1827, 2027, 2527 |
| OM 442           | V8       | 15.078 cm³ | 260 PS (191 kW) | 265 PS (195 kW)                 | 1989–1994 | 1426, 1726, 1926, 2426                  |